# هانس فون شوبرت
هانس فون شوبرت (بالألمانية: Hans von Schubert)‏ (و. 1859 – 1931 م) هو عالم عقيدة، ومؤرخ، وأستاذ جامعي، وكاتب ألماني، ولد في درسدن، كان عضوًا في أكاديمية هايدلبرغ للعلوم والعلوم الإنسانية (منذ 1915)، توفي في هايدلبرغ، عن عمر يناهز 72 عاماً.

## التعليم
تعلم في جامعة ستراسبورغ، وتعلم في جامعة بون، وتعلم في جامعة لايبتزغ، وتعلم في جامعة زيورخ
.